# فالوس
الفالوس أو الذَّكَر (بالإنكليزية: phallus) هو صورة للقضيب الذكري أو رمز له. يرتبط ذكر كلمة فالوس في الموروث الحضاري الإنساني بعبادة ذلك العضو المنتج للذكر، وهو أحد أهم الطقوس الدينية التي مورست قديما، ولا تزال في بعض مناطق العالم، في صورة احتفاليات دينية موقرة، ابتهاجا وتوقيرا له.

## تاريخ
ربط الإنسان بمخيلته الخصبة منذ ما قبل التاريخ فكرة الخصوبة والخلق والإنجاب بما كان يراه من معجزات يحدثها هذا العضو (القضيب الذكري) بالاتحاد مع العضو الأنثوي. كان الإنسان ولا يزال يقف احتراما لهذا لسر العجيب «سر الخلق». فكما كان يلاحظ ان بذر الأرض وزراعتها تعتمد على خصوبة تربة الأرض، فكان يعتقد أن خصوبة المرأة تعتمد على ماء الذكر، وهكذا شكل مخيال الإنسان هذا الاعتقاد بسلطوية الذكر في إخصاب الانثى. كما كان يرى أن المرأة هي المسؤولة عن التكاثر والخصوبة، كما كان يرى ان المطر هي المسؤولة عن إخصاب الأرض. فمني الرجل كان المطر (وفي بعض الحضارات نرى أن مني الآلهة سقط على الأرض واختلط بطينها وتشكل الإنسان).
اهتمت الثقافة المصرية القديمة والحضارة اليونانية بشكل كبير بهذا الطقس القضيبي، حيث يظهر الإله أوزريس Osiris بقضيب كبير، كما اهتم اليونانيون به بمختلف جوانب الحياة اليومية والفنية برسمه على منحوتات معينة أو تجسيده في رسومات في حالة انتصاب تام دلالة على القوة والخصوبة التامة ورمزا لكل قيم العطاء، لينتقل بنفس المظاهر إلى الحضارة الرومانية. لم ينقطع هذا التعبير عن الذكورة والخصوبة عبر مختلف الحقب التاريخية عند مختلف شعوب العالم التي ما زالت في الكثير من الأحيان ترى فيه وجهة للخصوبة والقوة والفحولة، عبر مسِّه من طرف النساء اللواتي ترغبن في الإنجاب والإخصاب وهي مظاهر منتشرة في بيرو ومدغشقر والهند إلى اليوم.
وكانت صورة أو وثن القضيب بارزا في مهرجانات الإله باخوس باخاناليا Bacchanalia ومهرجانات مواسم الربيع الأخرى عند اليونانيين والرومان، احتفالا بتجدد الحياة. تذهب النساء، في هذه المناسبات، إلى معابد هذا المعبود، وهناك تؤدّى طقوس الأسرار المرتبطة بعبادته، كممثل للبارئ المقدس؛ مع غناء تراتيل المديح للإله، ودهن القضيب المقدّس بالنبيذ المكرّس، بالإضافة إلى تكليله بالزهور وتقديم أنواع مختلفة من القرابين.
وكان احتفال الليبراليا Liberalia الروماني، الذي يجرى في مارس، عدا كونه احتفالا دينيا تكريماً للإله ليبر Liber، عنوانا آخر لباخوس، إله القوّة المُولّدة. كان هذا الاحتفال مناسبة للابتهاج العام، ولم ينحصر في مكان معيّن أو مجموعة معيّنة من العُبّاد، كما هي حالة الأسرار الباخانالية، بل أدركه الناس في كلّ أنحاء إيطاليا والأقاليم الرومانية.

## المعمار والفنون
يقول Bourdieu وهو يصف دُور منطقة القبائل الجزائرية: «وسط حائط الفصل، بين دار البشر ودار البهائم، تنتصب الركيزة الرئيسية التي تدعم الجائز الأساسي (اسلاس، الماس، بالأمازيغية، وهي كلمة مذكرة)، بل تدعم هيكل الدار كله. ويُماثل الجائز برب البيت بشكل صريح بينما تماثل الركيزة الرئيسية، وهي جذع شجرة مزدوج الفروع (تيغجديث، كلمة مؤنثة)، بالزوجة (…) أما تداخلهما فيصور التناكح».
وحتى المعابد الدينية استهوت الكثير من الباحثين لدراسة أشكالها وربط مختلف عناصرها بالبعد الحضاري والثقافي المرتبط بتقديس القضيب.

## معرض صور

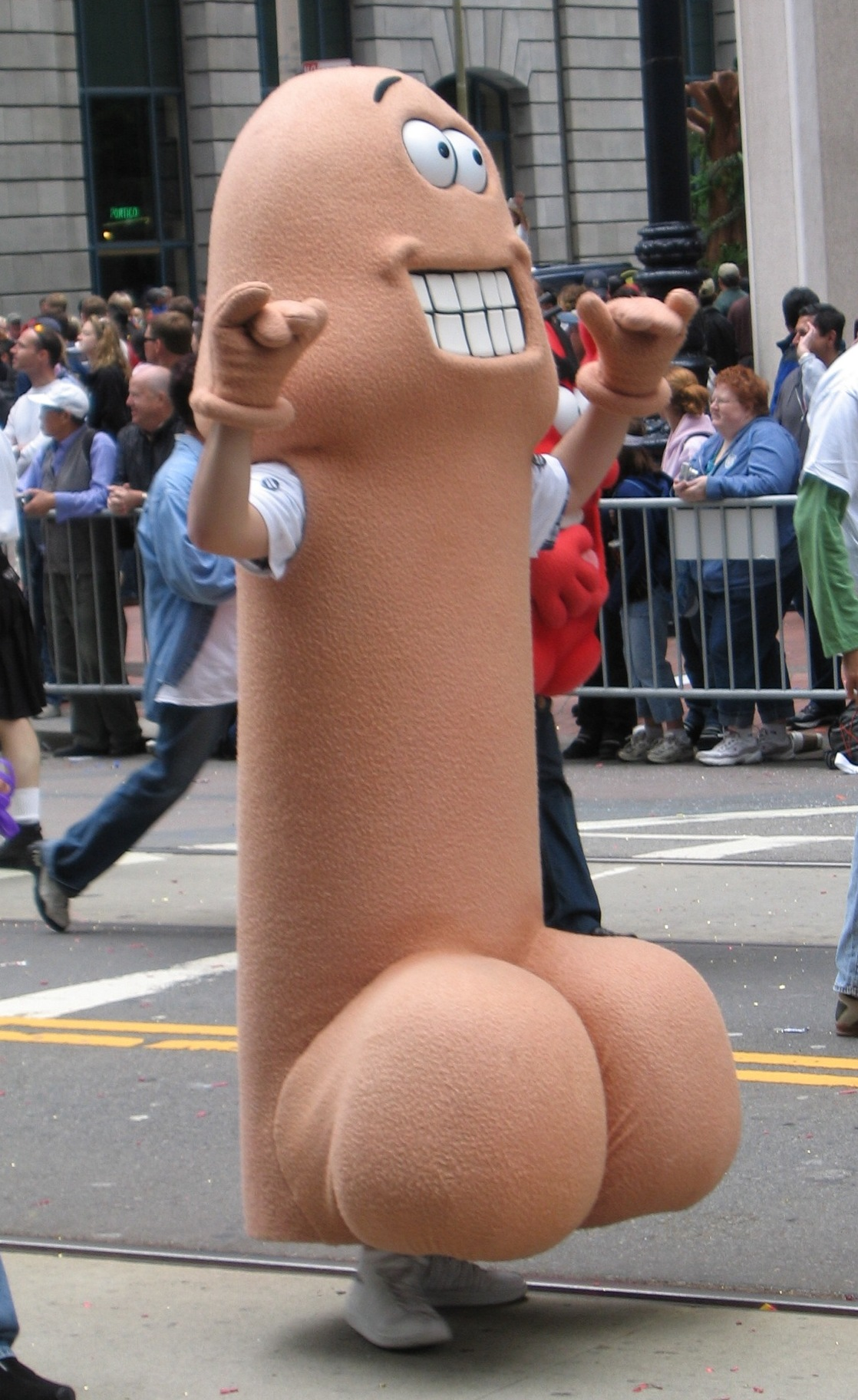
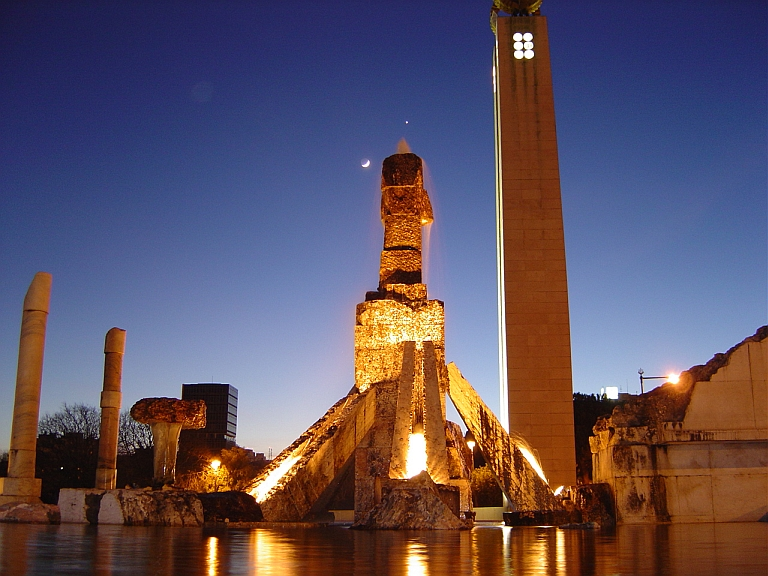
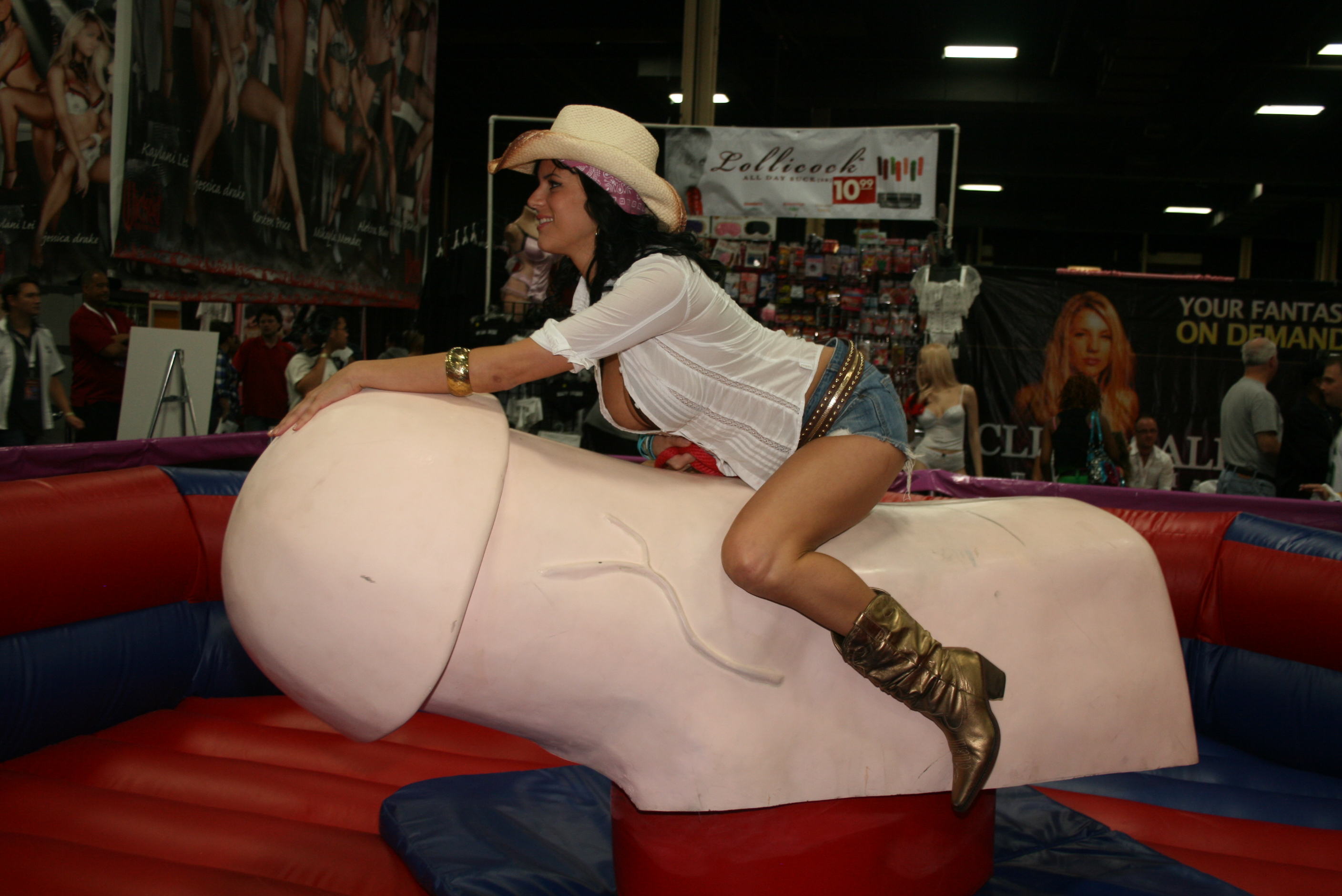